# Toonumbar Dam
Toonumbar Dam är en dammbyggnad i Australien. Den ligger i kommunen Kyogle och delstaten New South Wales, i den sydöstra delen av landet, omkring 600 kilometer norr om delstatshuvudstaden Sydney.
Runt Toonumbar Dam är det mycket glesbefolkat, med 2 invånare per kvadratkilometer.. 
I omgivningarna runt Toonumbar Dam växer i huvudsak städsegrön lövskog. Genomsnittlig årsnederbörd är 1 387 millimeter. Den regnigaste månaden är januari, med i genomsnitt 260 mm nederbörd, och den torraste är oktober, med 36 mm nederbörd.